# Insurrections de Silésie
Ne doit pas être confondu avec Guerres de Silésie.

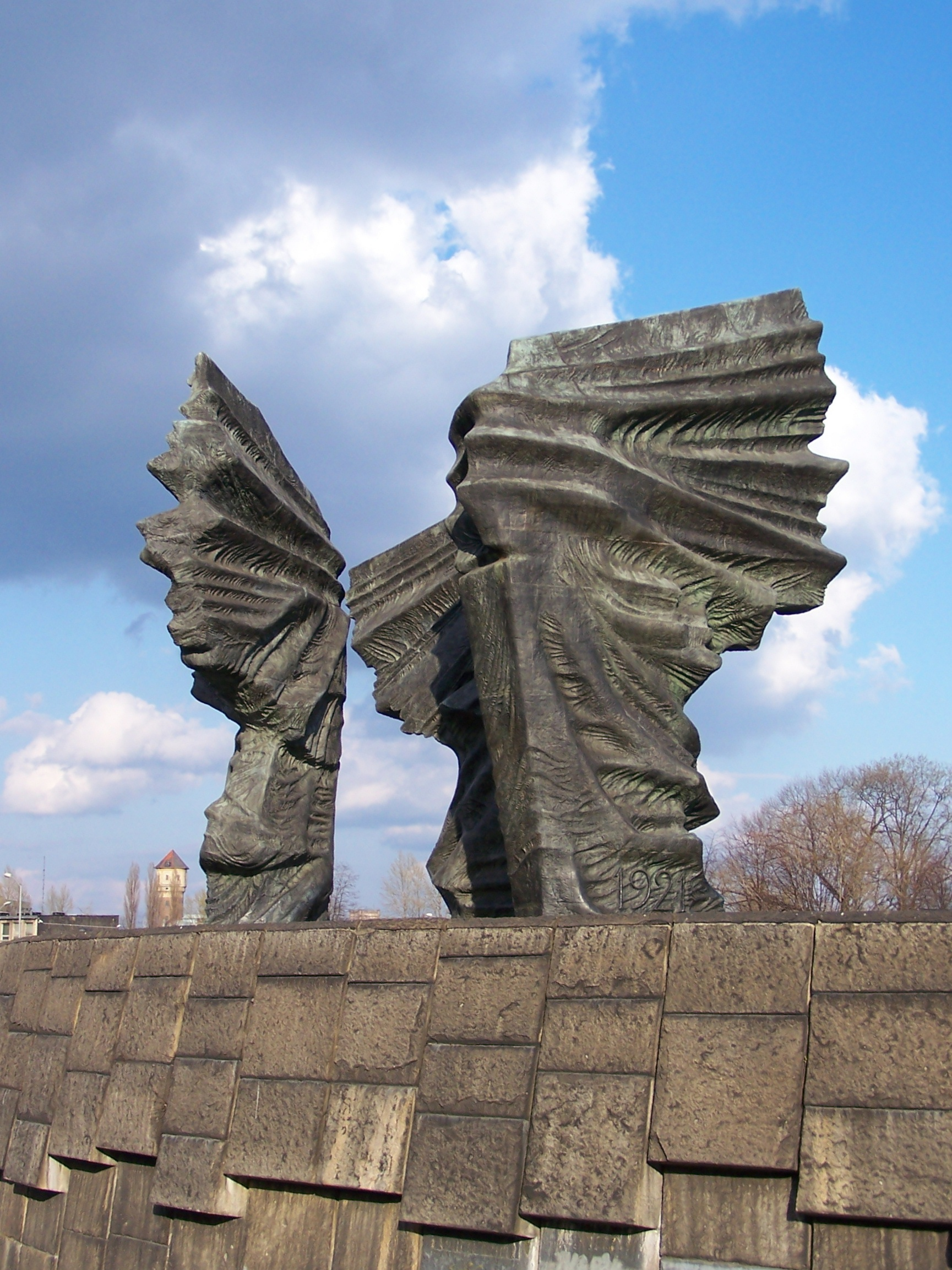
Monument aux insurgés de Silésie à Katowice.

Les insurrections de Silésie (en polonais : Powstania śląskie, en allemand : Aufstände in Oberschlesien) sont une série de trois soulèvements armés de Polonais, contre les autorités allemandes de la Haute-Silésie, qui ont lieu à la suite de la Première Guerre mondiale, de 1919 à 1921. L'État polonais, qui se reconstitue après la défaite des empires centraux qui occupent son territoire, entend renaitre dans ses frontières d'avant les partages du XVIIIe siècle et la résistance silésienne espère rattacher la Haute-Silésie à la Pologne.
Certains auteurs soulignent que les événements étaient plutôt une guerre menée par la Pologne contre l'Allemagne. Cependant, malgré l'implication du gouvernement polonais dans le conflit, l'historiographie polonaise présente les événements comme des soulèvements reflétant la volonté des habitants ordinaires de la Haute-Silésie.
Les insurrections aboutissent à la signature à Genève, sous les auspices de la Société des Nations, de la convention sur la Silésie plus favorable à la Pologne. Elle lui accorde la moitié de l'industrie sidérurgique et la plupart des mines de charbon de Haute-Silésie.

## Contexte
Au Moyen Âge, la Haute-Silésie appartient au royaume de Pologne mais passe sous le règne des rois de Bohême au XIVe siècle, puis de l'Autriche des Habsbourg. Frédéric le Grand profite de la guerre de Succession d'Autriche pour s'emparer en 1740 de la Silésie, qui est alors intégrée à la Prusse, puis en 1871, à l'Empire allemand. Cependant, malgré ces occupations successives une majorité polonaise se maintient sur ce territoire. Après la Première Guerre mondiale, au cours des négociations du traité de Versailles, le gouvernement polonais réclame la Haute-Silésie alors que le gouvernement allemand fait valoir que sans la Haute-Silésie, il ne serait pas en mesure de s'acquitter de ses obligations de réparation envers les Alliés. En effet, avec ses mines de fer et ses aciéries, la Haute-Silésie est une région riche en ressources minérales et en industrie lourde. Les mines de Silésie représentent près d'un quart de la production annuelle de charbon de l'Allemagne et 81 % de sa production de zinc.

## Structures de la population au début duXXesiècle
La région de Haute-Silésie est peuplée de Polonais. Une grande partie parle un dialecte polonais et s'estime d'ethnie slave, malgré des siècles de germanisation. Dans le même temps, presque tous les propriétaires fonciers, les entrepreneurs, les propriétaires d'usines, le gouvernement local, la police et le clergé sont allemands. La plupart des Allemands de la Haute-Silésie sont protestants, alors que presque tous les Polonais sont catholiques.
Le recensement allemand de 1900 enregistre 65 % de la population de la Haute-Silésie comme parlant polonais. Résultat d'une germanisation forcée, et à la suite de la création, aux fins du recensement, d'une catégorie d'habitants bilingues, ce chiffre tombe à 57 % en 1910. Selon une carte des langues élaborée par le professeur allemand Paul Weber, dans la plupart des districts de Haute-Silésie à l'est de l'Oder, les Silésiens parlant polonais représentent, en 1910, plus de 70 % de la population.

## Les ordonnances du traité de Versailles
Le traité de Versailles signé en juin 1919 prévoit dans un délai de deux ans, la tenue d'un plébiscite en Haute-Silésie afin de déterminer si le territoire doit faire partie de l'Allemagne ou de la Pologne. La date du plébiscite est fixée pour le 20 mars 1921. En attendant, l'administration et la police allemandes sont laissées en place. Bien que le gouvernement polonais ne revendique que la région située à l'est de l'Oder, il est décidé que le référendum comprendra également les régions où prédomine la langue allemande, à l'ouest de l'Oder.
Dans ce contexte, la propagande et les tactiques politiques des partisans des deux bords conduisent à une recrudescence de troubles. Tandis que les paramilitaires des Freikorps allemands, composés de bénévoles et de soldats allemands démobilisés, terrorisent physiquement les Silésiens favorables à la Pologne, les employeurs allemands les menacent de perte d'emploi et de pension de vieillesse. L'agitation en faveur de la Pologne est considérée comme une haute trahison.
La propagande polonaise souligne que si la Pologne remporte le plébiscite, les Polonais de Silésie ne seront plus opprimés ou traités comme des citoyens de deuxième classe. Par ailleurs, la Diète polonaise vote en août 1920, un an avant le plébiscite, une autonomie pour sa future voïvodie silésienne et promet de la doter de son propre parlement.

## Insurrection de 1919
La première insurrection de Silésie contre l'autorité allemande en Haute-Silésie éclate dans la nuit du 16 au 17 août 1919 dans les régions de Rybnik et Pszczyna. Elle est dirigée par Alfons Zgrzebniok. La cause immédiate du soulèvement est le massacre à la mine Mysłowice (Myslowitzer Grube) où les mineurs se mettent en grève pour exiger des paiements en retard.
Quand le 15 août 1919, l'armée allemande ouvre le feu sur les familles des grévistes qui attendent à la porte de la mine, sept mineurs, deux femmes et un garçon de treize ans sont tués. Cela déclenche une indignation et une grève générale de 140 000 mineurs polonais dans 40 mines. Plusieurs dirigeants sont arrêtés.

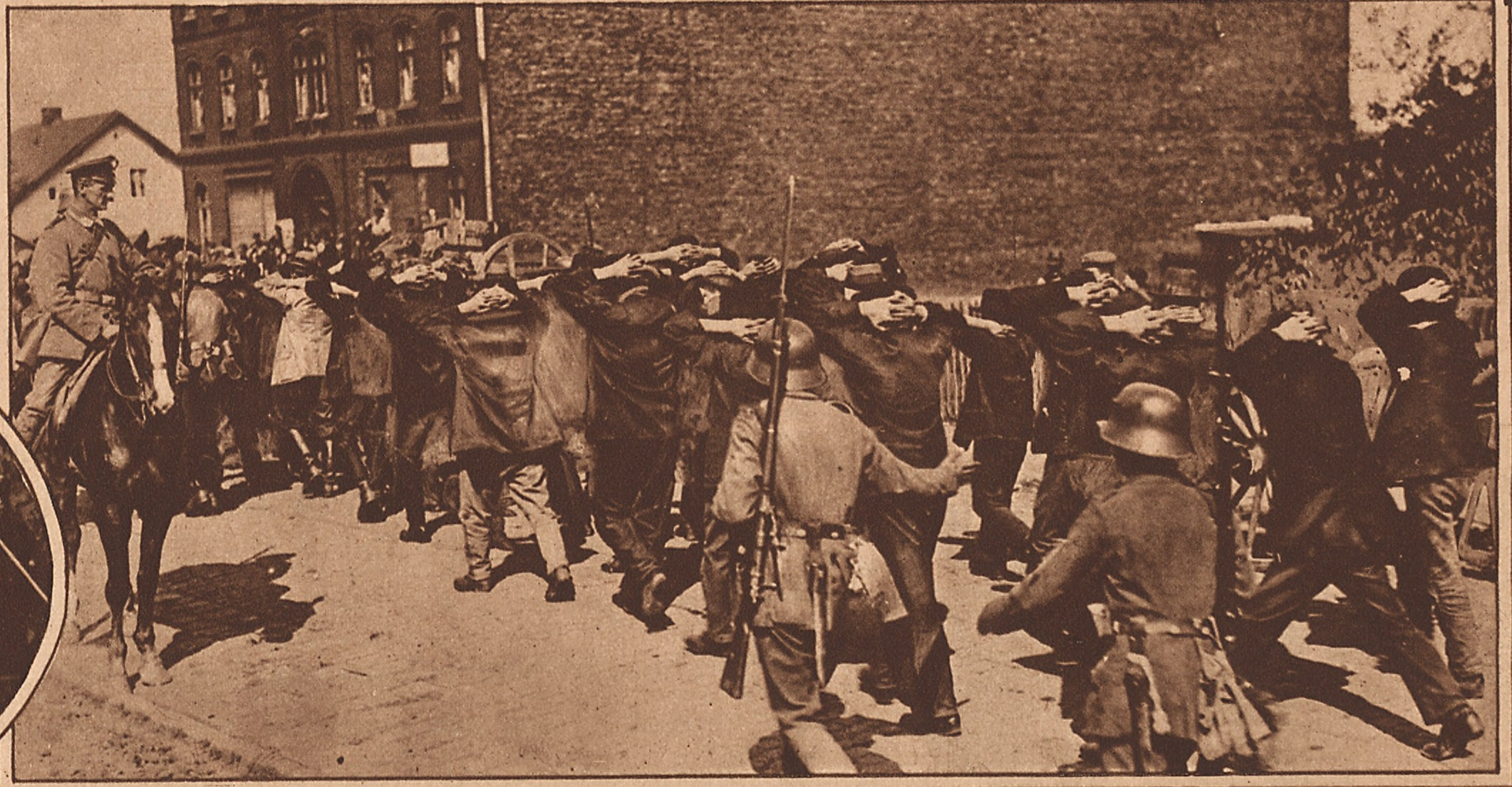
Les soldats allemands et leurs prisonniers polonais.

Environ 21 000 soldats de la Reichswehr, l'armée nationale allemande, et 40 000 soldats réservistes répriment le soulèvement. Face à l'avantage de l'ennemi, le 24 août, les commandants du soulèvement ordonnent l'arrêt de combats. Le 26 août, faute de soutien matériel de l'État polonais, la lutte prend fin.
Il s'ensuit une véritable répression ethnique des Polonais de Silésie. Environ 2 500 Polonais sont emprisonnés ou exécutés, et 9 000 Polonais se réfugient dans la Pologne voisine avec tous les membres de leur famille, ce qui représente environ 22 000 individus. Ils seront autorisés à rentrer, plus tard dans l'année lorsque les forces alliées interviennent pour rétablir l'ordre et mettre fin à la répression. Un fort ressentiment naît parmi les Polonais de Silésie et renforce l'identité polonaise.

## Insurrection de 1920

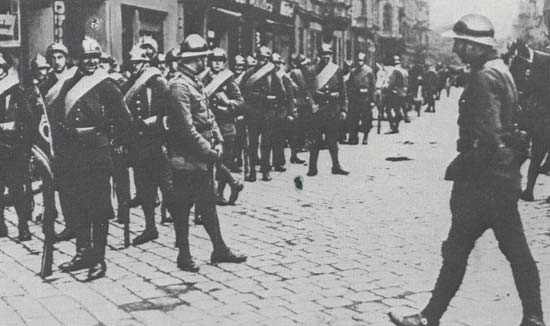
Armée française en Haute Silésie.

En février 1920, une Commission alliée présidée par le général français Henri Le Rond (en) arrive en Haute-Silésie pour surveiller le déroulement du plébiscite. Ces forces d’interposition sont nécessaires pour le maintien de l'ordre alors que l'agitation se poursuit dans la région. Les troupes principalement françaises (10 000 Français et 2 000 Italiens) sont commandées par le général Gratier et elles remplacent les 29 000 hommes de la Reichswehr. En juin 1921, elles seront renforcées par 4 300 Britanniques et 1 600 Italiens.
Après l'arrivée des alliés, les Allemands retirent les unités de Grenzschutz, la police des frontières, de la zone de plébiscite, mais la police de sécurité (Sicherheitspolizei ou Sipo) et les milices de Selbstschutz (Auto-défense) restent.
Le 27 mai, des unités de Selbschutz attaquent l'hôtel où est installé le comité polonais avec son président Wojciech Korfanty.
En août 1920, un journal allemand annonce à tort la prise de Varsovie par l'Armée rouge, alors que la bataille de Varsovie fait rage. La nouvelle de ce qui est pris pour la fin de l'indépendance de la Pologne conduit à des célébrations parmi la communauté allemande. La situation dégénère rapidement et des milices allemandes s'en prennent aux Polonais. La violence se poursuit également après l'annonce des revers de l'Armée rouge. Le 17 août, des milices allemandes attaquent le quartier général de la Commission interalliée à Katowice. Un lynchage brutal est pratiqué sur le médecin polonais Andrzej Mielęcki.
Contrairement à la première, la deuxième insurrection qui éclate dans la nuit du 19 au 20 août n'est pas spontanée. Elle est déclenchée par le commandement de la Polska Organizacja Wojskowa (POW ou l'Organisation militaire polonaise) et le comité polonais du plébiscite dirigé par Wojciech Korfanty. Son objectif principal est d'évincer la police de sécurité allemande de la zone de plébiscite et de la remplacer par une garde civique, puis par une nouvelle police de plébiscite.
Les insurgés prennent le contrôle de Katowice, Pszczyna et Bytom. Entre le 20 et 25 août, l'insurrection se propage à Chorzów, Tarnowskie-Góry, Rybnik, Lubliniec et Strzelce Opolskie. La Commission alliée déclare son intention de rétablir l'ordre, mais les divergences internes l'empêchent d'agir. Les représentants britanniques tiennent leurs homologues français pour responsables de la propagation du soulèvement dans la région de l'Est. En effet, la France défend les intérêts de la Pologne, alors en guerre contre la Russie bolchevique, tandis que la Grande-Bretagne souhaite attribuer la Haute Silésie à l’Allemagne pour assurer son relèvement économique et le paiement des réparations.
Les combats s'arrêtent lorsque le 24 août 1920, la Commission interalliée  annonce la dissolution de la police de sécurité allemande (Sicherheitspolizei ou Sipo) et la création d'une nouvelle police (Abstimmungspolizei ou Apo), composée à 50 % de Polonais, qui sont admis dans l'administration locale.
Les insurgés obtiennent également l'assurance que les responsables des excès anti-polonais seront punis et que les personnes arrivées en Haute Silésie après le 1er août 1919 seront expulsées de la zone couverte par le plébiscite. En théorie, l'Organisation militaire polonaise de Haute-Silésie est supposée être dissoute, mais cela ne se fera jamais.

## Insurrection de 1921
Le droit de vote est accordé à tout individu âgé de plus de 20 ans, né ou ayant vécu dans la zone de plébiscite et à la veille du référendum, 250 trains spéciaux amènent des Allemands des quatre coins du pays pour qu'ils participent au vote. Le plébiscite a lieu comme prévu le 20 mars 1921. Le taux de participation est de 97,5%.
L'Allemagne remporte 707 605 voix  et la Pologne 479 359. Les Allemands ont donc une majorité de près de 230 000 voix. Le vote des résidents à l'extérieur de la zone apporte 179 910 voix à l'Allemagne, contre moins de 10 000 à la Pologne.
Aucune des deux parties n'est satisfaite du plébiscite. Lors de la manifestation allemande devant le siège du Comité du Plébiscite polonais à Opole le 22 mars, des troupes françaises interviennent de crainte du déclenchement de nouveaux combats. Le même jour, Wojciech Korfanty propose à Henri Le Rond la division de la Haute-Silésie approximativement le long du fleuve Oder (dite "ligne Korfanty").
Des négociations sur le tracé de la frontière ont également lieu entre les pays alliés. Les gouvernements britannique et français sont en désaccord sur l'interprétation du plébiscite. Le triangle industriel délimité par les villes de Bytom, Gliwice et Katowice, producteur d'acier et de charbon, est la principale pomme de discorde. Les Français veulent qu'il aille à la Pologne pour y constituer une base industrielle et affaiblir l'Allemagne. Les Britanniques, soutenus par les Italiens, veulent qu'il reste en Allemagne pour assurer le paiement des réparations de guerre. À la fin d'avril 1921, des rumeurs prétendent que les Britanniques et les Italiens l'emportent sur les Français et que la Haute-Silésie restera allemande.

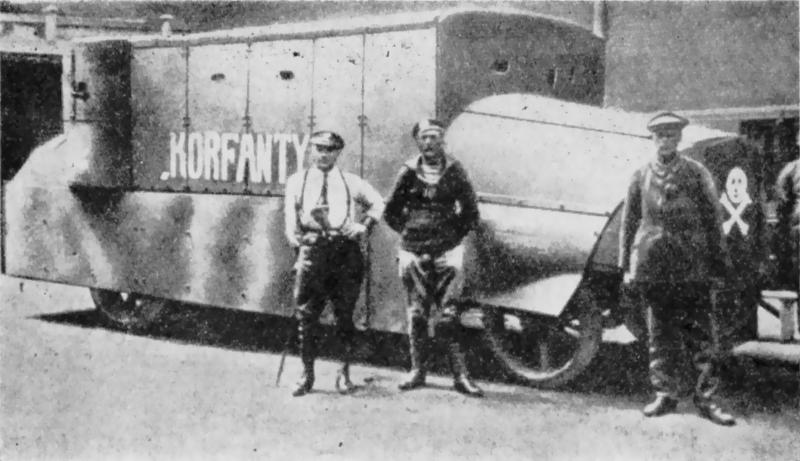
Véhicule Korfanty, blindé dans la fonderie Woźniak en 1920 pour les tireurs polonais. Un second modèle sera nommé Walerus.

Dans cette situation, le 30 avril 1921, Wojciech Korfanty et les commandants de l'Organisation militaire polonaise décident de déclencher un nouveau soulèvement. Wojciech Korfanty en prend la direction. Le 2 mai, une grève générale éclate dans les mines et aciéries de Haute-Silésie. Dans la nuit du 2 au 3 mai, les ponts ferroviaires sont détruits par le groupe Wawelberg (en) afin de contrecarrer la riposte allemande. Les insurgés prennent rapidement le contrôle de Pszczyna, Katowice, Tarnowskie Góry et Rybnik, et commencent le blocus des grandes villes. Au cours de la première semaine, ils réussissent à s'emparer de la zone jusqu'à la "ligne Korfanty". Les insurgés sont 39 000 et, au cours des combats, leur nombre passe à 45 000.
La Commission interalliée, dans laquelle le général Henri Le Rond (en) est le personnage le plus influent, met un certain temps avant de prendre des mesures pour mettre fin à la violence. Sa préoccupation est d'éviter le retour des nombreux actes de violence perpétrés par les groupes paramilitaires allemands, les Freikorps et la Selbstschutz, qui participent également aux combats.
Les troupes françaises d'occupation sont généralement favorables aux insurgés, alors que les contingents britanniques et italiens coopèrent avec les Allemands. Les Britanniques et les Italiens tentent même de prendre des mesures contre les forces polonaises, mais le général Jules Gratier, commandant en chef des troupes alliées, s'y oppose. S'adressant au parlement, le premier ministre britannique, David Lloyd George, désapprouve solennellement l'insurrection, mais les pays de l'Entente ne semblent pas disposés à envoyer des troupes. La Commission Interalliée et le gouvernement français interdisent le recrutement de bénévoles allemands à l'extérieur de la Haute-Silésie.

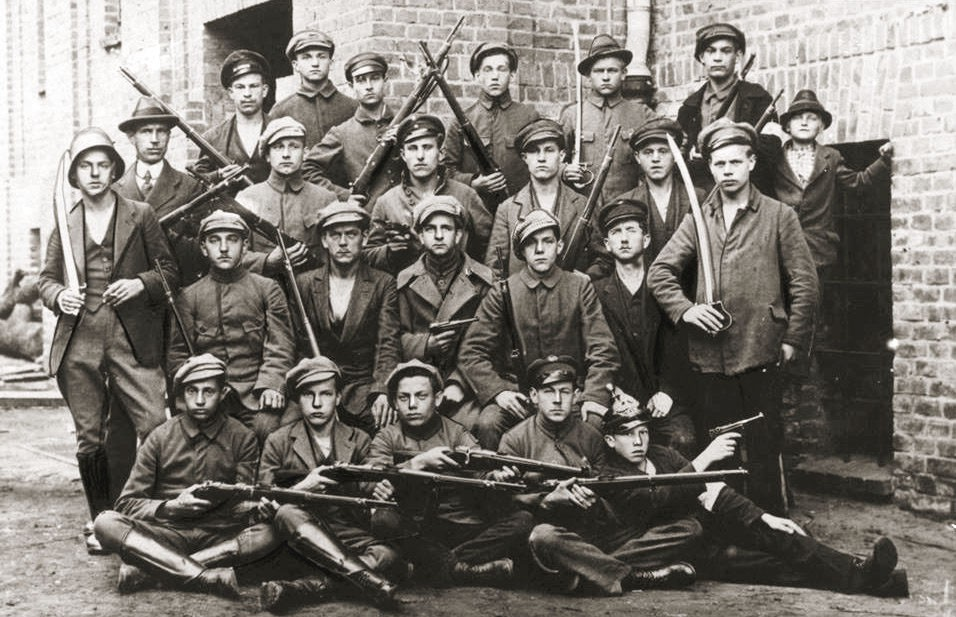
Des insurgés polonais en 1921.

Après un premier succès des insurgés, qui s'emparent d'une grande partie de la région, commencent la réorganisation et la transformation des troupes en forces armées régulières. Pendant ce temps, les Allemands, après le choc initial, se mobilisent. L'ancien commandant de Grenzschutz, le général Karl Hofer, devient le chef de la «légitime défense de la Haute-Silésie». Après avoir concentré ses unités dans la région de Krapkowice et Kluczbork, le général ordonne une attaque vers le Mont Sainte-Anne afin de briser le front des insurgés et faire sortir des unités de police allemande de leur isolement dans les grandes villes. L'offensive débute dans la nuit du 20 au 21 mai 1921. Après de violents combats, les Allemands s'emparent de la colline. Bien que les insurgés mènent une contre-offensive jusqu'au 24 juin, ils ne réussissent pas à conquérir le mont St. Anne ni reprendre l'initiative au front. Pendant ce temps, les Allemands se battent pour ouvrir la voie à Tarnowskie Góry. Il y a des affrontements sanglants à Zębowice et des combats de rue à Olesno. Le 31 mai, Korfanty destitue Maciej Mielżyński du poste de commandant en chef des troupes insurgées. Le 1er juin, Korfanty donne l'ordre de suspendre les opérations militaires et de se replier sur les lignes désignées. Cela provoque l'opposition de certains des commandants. Le lendemain, Korfanty avec ses troupes met fin à la rébellion. Les responsables sont arrêtés pendant un certain temps.
Le 4 juin, les Allemands lancent une attaque contre Kędzierzyn. La ville change de mains pour finalement être saisie par les Allemands. Les combats ne s'y arrêtent qu'après la trêve du 12 juin 1921.
Le cessez-le-feu stabilise la situation au front. C'est Korfanty qui décide d'arrêter les combats, craignant que l'avantage militaire allemand ne retourne la situation des insurgés à leur désavantage.
Le 25 juin, les Allemands acceptent les demandes alliées et la trêve définitive est signée à Błotnica Strzelecka. Les unités polonaises et allemandes se retirent de la zone de plébiscite du 28 juin au 5 juillet 1921.
Simultanément la Commission inter-alliée prononce une amnistie générale pour les actes illégaux commis au cours de l'insurrection sauf les actes de vengeance et de cruauté. La Grenzschutz se retire avant d'être dissoute.

## Conséquences

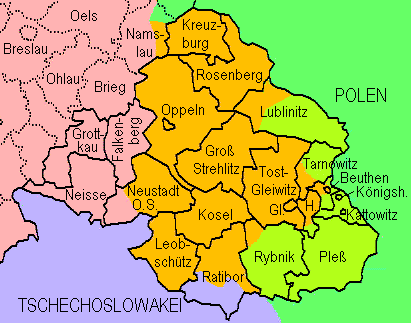
Carte de la zone du plébiscite.
En orange : zone restant allemande.
En vert : zone rattachée à la Pologne.
En violet : Hlučín, rattachée à la Tchécoslovaquie avant le plébiscite.

Le Conseil suprême des forces alliées n'est toujours pas en mesure de parvenir à un accord sur la partition de la Haute-Silésie. Les Britanniques et les Français ne peuvent s'entendre sur une solution et s'en remettent à la Société des Nations. Afin de forger sa propre opinion, celle-ci décide de créer une commission d'enquête. Cette décision crée une vive émotion en Allemagne et dans la partie allemande de la Haute-Silésie.
Se basant sur les rapports de ses experts, le Conseil de la Société des Nations accorde 29% de la zone de plébiscite avec 46% de la population et la plupart de l’industrie à la Pologne.
965 000 Silésiens deviennent polonais, presque la moitié des 1 950 000 habitants de Haute-Silésie, pour seulement 3 214 km2, presque un tiers (10 951 km2) du territoire. La Pologne récupère 3 mines sur 4, soit 24 600 000 des 31 750 000 tonnes de la production de charbon, toutes les mines de fer avec une production de 61 000 tonnes, en plus de 22 des 37 hauts fourneaux.

L'Allemagne doit se contenter de 170 000 tonnes de fonte des 570 000 tonnes produites. Des 16 mines de zinc qui produisaient 233 000 tonnes de plomb en 1920, il ne lui reste que 4 avec une production de 44 000 tonnes. Les villes de Chorzów, Katowice, et Tarnowskie Góry, les plus importantes de la région, sont cédées à la Pologne. En revanche, Gliwice, Bytom et Zabrze restent attachés à l'Allemagne.

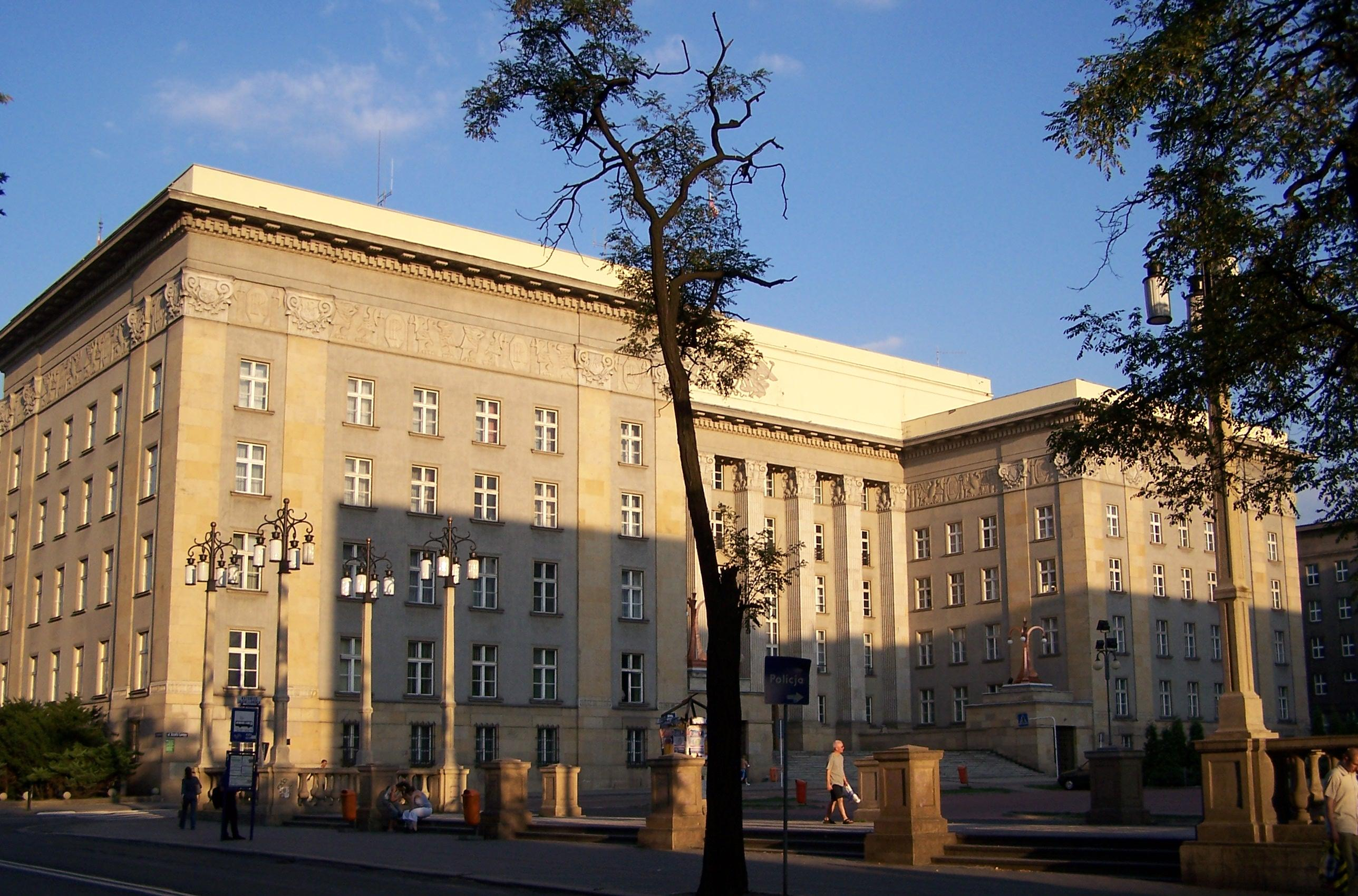
Le Parlement de Silésie à Katowice.

Dans le territoire de Silésie en Pologne, il reste une minorité significative d'Allemands. De même, une importante minorité de Polonais (environ un demi-million) reste en territoire allemand, la plupart d'entre eux à Opole.
En vertu de la loi votée par la Diète polonaise, une large autonomie est accordée à la Silésie par le gouvernement polonais. Un Parlement de Silésie est créé avec un Conseil de voïvodie de Silésie pour organe exécutif.